# Kovbasîne, Kroleveț
Kovbasîne (în ucraineană Ковбасине) este un sat în comuna Bîstrîk din raionul Kroleveț, regiunea Sumî, Ucraina.

## Demografie
Componența lingvistică a localității Kovbasîne
     Ucraineană (90%)
     Rusă (10%)
Conform recensământului din 2001, majoritatea populației localității Kovbasîne era vorbitoare de ucraineană (90%), existând în minoritate și vorbitori de rusă (10%).